# Rehm-Flehde-Bargen
Rehm-Flehde-Bargen est une commune allemande du Schleswig-Holstein, située dans l'arrondissement de Dithmarse (Kreis Dithmarschen), à douze kilomètres au nord de la ville de Heide. Rehm-Flehde-Bargen est l'une des 34 communes de l'Amt Kirchspielslandgemeinden Eider dont le siège est à Hennstedt.